# Иодид железа(II,III)
Иоди́д желе́за(II,III) — бинарное неорганическое соединение, соль металла железо и иодистоводородной кислоты с формулой Fe3I8,
чёрно-коричневые кристаллы.

## Получение
- Обработка иодом порошкообразного железа:

{\displaystyle {\mathsf {3Fe+4I_{2}\ {\xrightarrow {}}\ Fe_{3}I_{8}}}}

## Физические свойства
Иодид железа(II,III) образует чёрно-коричневые кристаллы.

## Химические свойства
- Реагирует с карбонатами щелочных металлов:

{\displaystyle {\mathsf {Fe_{3}I_{8}+4K_{2}CO_{3}\ {\xrightarrow {}}\ Fe_{3}O_{4}+8KI+4CO_{2}}}}

### Другие иодиды железа
- Иодид железа(II) FeI2
- Иодид железа(III) FeI3

### Другие галогениды железа(II,III)
- Фторид железа(II,III) Fe2F5
- Хлорид железа(II,III) Fe3Cl8
- Бромид железа(II,III) Fe3Br8